# Rascló de l'illa de Calayan
El rascló de l'illa de Calayan (Aptenorallus calayanensis) és una espècie d'ocell de la família dels ràl·lids (Rallidae) i única espècie del gènere Aptenorallus Kirchman, McInerney, Giarla, Olson, Slikas et Fleischer, 2021.

## Hàbitat i distribució
Habita les zones humides de la petita illa Calayan, a les Illes Babuyan, al nord de les Filipines.

## Taxonomia
Espècie fa poc descrita que va ser inclosa al gènere Gallirallus. Més recentment ha estat 
inclosa al seu propi gènere Aptenorallus arran Kirchman et al. 2021.